# إيبان إيانغا
إيبان إيانغا (بالإسبانية: Iban Iyanga)‏ المعروف باسم راندي (مواليد 2 يونيو 1987 في لاس بالماس، جزر الكناري، إسبانيا) هو لاعب كرة قدم غيني استوائي يلعب حاليا لصالح نادي لاس بالماس بدوري الدرجة الثانية الإسباني كلاعب وسط.

## وصلات خارجية
- إيبان إيانغا على فرق كرة القدم الوطنية.كوم
- إيبان إيانغا على موقع الاتحاد الدولي (مؤرشف)  (الإنجليزية)
- إيبان إيانغا على موقع قاعدة بيانات كرة القدم.إي يو (الإنجليزية)
- إيبان إيانغا على موقع ناشيونال فوتبول تيمز (الإنجليزية)
- إيبان إيانغا على موقع Soccerway.com (الإنجليزية)
- إيبان إيانغا على موقع كووورة